# Igreja de Santa Cecília (Porto Alegre)
A Igreja de Santa Cecília é um templo católico da cidade brasileira de Porto Alegre, sede de uma paróquia, localizado à rua Santa Cecília.

## História
A devoção a Santa Cecília, padroeira dos músicos, está presente na cidade desde suas origens, mas uma paróquia especial só foi criada no século XX após a mobilização da comunidade. Em meados de 1941 uma comissão composta pelos párocos das igrejas Nossa Senhora da Piedade, São Sebastião e São Francisco, dirigiu um ofício ao arcebispo Dom João Becker propondo a formação de uma paróquia nova na confluência das três ditas paróquias, a fim de melhor atender às necessidades espirituais dos moradores desta região. O arcebispo concordou e em dezembro de 1942 o cônego Mathias Wagner foi incumbido de preparar a instalação. Em 21 de novembro de 1943 a paróquia foi fundada e a pedra fundamental da futura igreja foi benta pelo arcebispo. A cerimônia foi atendida por grande multidão.
Não havendo ainda um templo, a primeira missa foi celebrada debaixo de uma árvore em 9 de janeiro de 1944. Pouco depois foi erguida uma pequena capela provisória anexa à residência de João Francisco Franceschini, e foi fundada uma escola vinculada à capela, o Instituto Santa Cecília, sendo principais colaboradores nesta etapa o deputado Albano Volkmer, Armando Martau e João Franceschini.
Em 1949 iniciaram os planos para a construção da igreja definitiva, constituindo-se uma comissão de obras composta por Augusto Gavioli, presidente; Paulo Weber, 1º vice; Leônidas Marques, 2º vice; Hélio Rodrigues, 1º secretário, e Otacílio Guterres, 2º secretário. O Conselho Técnico de Construção tinha como presidente Ariovaldo Janson, e o Conselho Fiscal estava a cargo de Hugo Hoffmann, Caetano Meneghini e Âgelo Cauduro. Em 22 de novembro de 1951 o arcebispo Dom Vicente Scherer benzeu a inclusão, na pedra fundamental da igreja, de um punhado de terra trazido da tumba de Santa Cecília em Roma. As obras terminaram em 1952, sendo a igreja consagrada e inaugurada em 16 de novembro. Em 1957 as colunas foram reformadas. A torre sineira, no lado direito, só foi terminada em 2004.
Antes mesmo de ser inaugurada a igreja definitiva a comunidade já desenvolvia variadas atividades. Em 1947 o então pároco Luiz de Nadal, uma figura de importância decisiva na organização e dinamização das atividades da paróquia, junto com os sodalícios, estavam envolvidos em uma grande campanha para dar a todas as famílias católicas acesso a um jornal católico. Em 1949 já era registrada a tradição das novenas em honra da padroeira, que atraíam grande número de devotos. No mesmo ano a igreja já dispunha de um coral estável, dirigido por Aracy Godoy Gavioli, e eram realizadas festividades sociais com atrações populares. A seção paroquial da Juventude Católica organizava eventos teatrais e beneficentes em prol das obras de construção.

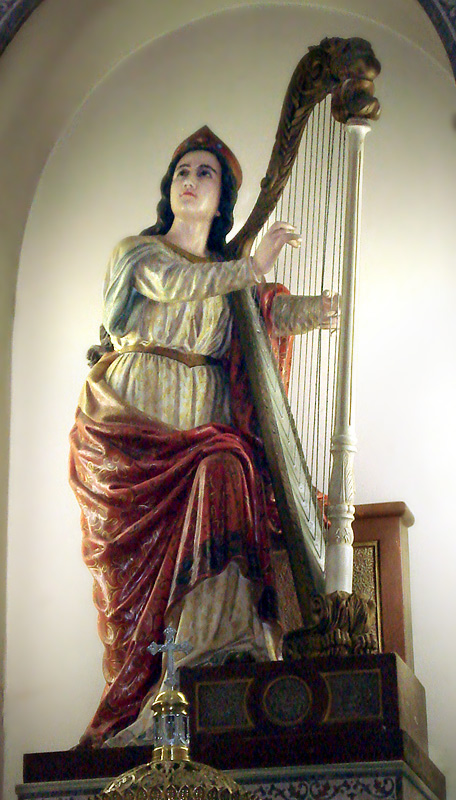
Imagem de Santa Cecília no altar-mor

Em 1950 a paróquia já contava com cerca de 11 mil paroquianos. A Rádio Difusora mantinha um programa diário transmitido a partir da igreja, para a reza do Angelus, o pároco Nadal mantinha outros programas radiofônicos voltados para as crianças, estimulava grupos da Ação Católica, da Congregação Mariana Auxilium Cristianorum, da Legião Medianeira, e mantinha um Departamento de Ação Social, que dava aos paroquianos atendimento dentário e médico, assistência pré-natal, assistência infantil, distribuição de alimentos e mamadeiras, creche e atividades esportivas, além de supervisionar o funcionamento do Instituto Santa Cecília, e preparar a construção da Casa da Criança. Neste ano, para comemorar o aniversário de fundação da paróquia, foram organizados festejos populares, missa solene festiva, missas de ação de graças e um grande espetáculo artístico no Theatro São Pedro, com números de canto, dança e música instrumental.
Em 1953 iniciaram os tríduos em louvor de Santo Antônio, que segundo a imprensa também tinham grande assistência. Em 1953, sendo pároco o padre Augusto Dalvit, iniciou o movimento pela construção de um ginásio católico. Dalvit foi substituído pelo pároco Máximo Benvegau, que deu novo impulso ao movimento, recebendo a adesão de grande número de paroquianos, resultando na ampliação do prédio e mudança dos estatutos do Instituto Santa Cecília, então uma escola primária, para absorver as funções de ginásio. O Instituto foi reinaugurado em 1958 e os novos cursos iniciariam em 1959, sob a direção do professor Agostinho Thiessen e aulas a cargo das Irmãs Vicentinas, recebendo alunos de ambos os sexos.
Em 1954 foi fundado o grupo Bases Missionárias, destinado a estimular uma renovação nas atividades da igreja. Em 1957 a Rádio Farroupilha transmitia da igreja os programas Clube do Guri e Domingo Alegre. O 7º aniversário do falecimento de Teixeirinha em 1969 foi celebrado com culto na igreja, com a presença do superintendente dos Diários Associados e representantes de vários setores da sociedade, e lá foi celebrada em 1992 a missa de 30º dia de falecimento do maestro da OSPA Arlindo Teixeira.
O cultivo da música sempre fez parte das atividades da igreja. O órgão foi construído pelo Irmão Renato Koch. Em 2020 o organista titular e regente de música sacra era Leandro Har Cardoso. Muitos concertos já foram realizados em diferentes formatos. Em 1978 foi a sede de um festival de coros com a participação de grupos da capital, de Caxias do Sul, Pelotas, Passo Fundo e Santa Maria. Em 1979 foi sede do concerto comemorativo do 25º aniversário do Centro Cultural 25 de Julho, a cargo do maestro Nestor Wennholz. Em 2011 a OSPA realizou ali seu 26° Concerto da Temporada Oficial, em homenagem ao Dia do Músico. Na ocasião, a OSPA entregou pela primeira vez a Comenda Santa Cecília, criada para destacar pessoas e entidades que contribuíram para o engrandecimento da orquestra. Ainda em 2011 o Coral da Universidade Federal do Rio Grande do Sul comemorou seus 50 anos com um recital na igreja.

## O edifício

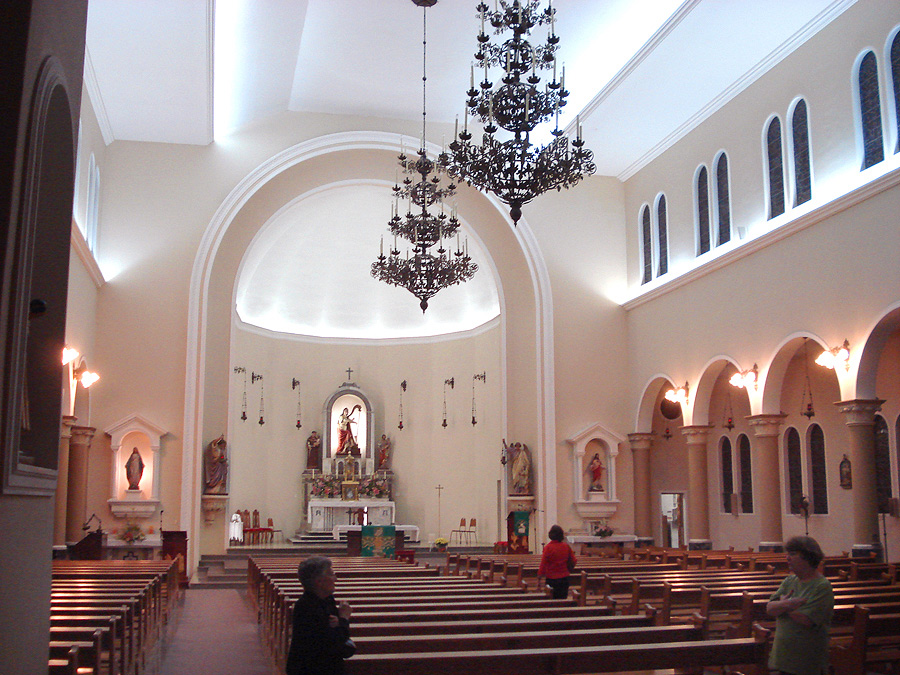
Interior

A fachada mostra linhas modernistas auteras, com alguns traços românicos, e é dominada por um grande arco redondo com um vitral em cruz grega em seu interior, representando Santa Cecília tocando harpa e rodeada de anjos. Lateralmente, janelas em arco também apresentam vitrais. A entrada se faz por um pequeno lance de escadas, e à esquerda, junto à base do edifício, uma inscrição gravada em pedra indica o local onde foi incorporada à construção uma porção de terra proveniente da tumba da Santa em Roma.
O interior é amplo e despojado, dividido em três naves, separadas entre si por uma série de arcos apoiados sobre colunas. As naves laterais são estreitas e têm a função apenas de deambulatório, e mostram capelinhas com a Via Sacra. Existe um coro sobre a entrada, e à esquerda da entrada uma sala funciona como batistério. Junto ao altar-mor, à esquerda, está instalado um pequeno órgão de tubos. Nas paredes, tanto no nível térreo como no clerestório, pares de janelas decoradas com vitrais ilustram os Sacramentos, as invocações da Virgem Maria e cenas da vida de Jesus. Chamam a atenção os três grandes candelabros metálicos que pendem do teto, com rica decoração fitomórfica, projetados pelo Irmão Renato Koch.
A capela-mor, ligeiramente elevada, está inclusa em um espaço absidal delimitado por um grande arco redondo guarnecido com peanhas onde estão instalados grandes anjos tocheiros. O retábulo de pedra ostenta imagens de Santo Antônio, São José e, ao centro, em um nicho, da Padroeira da igreja tocando harpa, em tamanho natural. Ladeando a capela-mor há nichos para imagens do Sagrado Coração de Maria, à esquerda, e de Sagrado Coração de Jesus, à direita.